# Черемушки (станція)
Черемушки — проміжна залізнична станція 5-го класу Конотопської дирекції Південно-Західної залізниці на лінії Бахмач — Ніжин між станціями Плиски (13 км) та Бахмач-Київський (13 км). Розташована у Ніжинському районі Чернігівської області

## Історія
17 грудня 1868 року відкрито рух на залізничній лінії від Курська до Броварів. 
1929 року на цій лінії була відкрита станція Логачово. У 1965 році перейменована на сучасну назву — Черемушки.
1967 року станцію електрифіковано змінним струмом (~25 кВ) в складі дільниці Бровари — Хутір-Михайлівський.